# 다이앤 애커먼
다이앤 애커먼(영어: Diane Ackerman, 1948년 ~ )는 미국의 시인이자 박물학자, 정원사이다. 전공인 박물학과 뇌과학에 관한 많은 책을 썼는데, 대표적인 것으로 《감각의 박물학》, 《나는 작은 우주를 가꾼다》, 《천개의 사랑》 등이 있다. 논픽션 《미친 별 아래 집》은 영화화될 예정이다. 남편은 소설가 폴 웨스트이다.

## 작가 소개
미국 일리노이주 와키건에서 태어나 펜실베이니아 주립대를 졸업한 후 코넬 대학에서 미술 전문 석사학위MFA와 영문학 박사학위를 받았다. 미국 국립예술기금, 록펠러재단 기금, 국립인문학기금을 받았으며 뉴욕 대학, 리치먼드 대학, 컬럼비아 대학 등을 거쳐 현재 코넬 대학에서 영문학과 인문사회학을 가르치고 있다. 『달콤한 웃음의 재규어』를 비롯해 8권의 시집과 『사랑의 박물학』 등을 썼으며, 《뉴요커》 상임집필자이기도 한 애커먼은 존버로즈 자연문학상과 미국시인협회에서 수여하는 피터 I. B. 라반 문학상 등을 수상한 바 있다. 애커먼의 글은 독특한 자연주의 감성과 과학적 관찰력, 폭넓은 철학적 사색으로 높은 평가를 받고 있다.
펜실베이니아 주립대학을 졸업 후 코넬 대학에서 MFA(미술 전문 석사 학위), 영문학 박사 학위를 받았다. 존 버로즈 자연문학상과 라반 문학상 등 많은 상을 수상하였으며 《뉴요커》의 필진이기도 하다. 국립예술기금, 록펠러재단 기금, 국립인문학기금을 받았으며 뉴욕 대학, 리치먼드 대학, 컬럼비아 대학, 코넬 대학에서 영문학과 인문사회학을 가르쳤다. 지은 책으로 『천 개의 사랑』, 『감각의 박물학』, 『미친 별 아래의 집』, 『뇌의 문화지도』, 『나는 작은 우주를 가꾼다』, 『내가 만난 희귀동물』 등이 있다.

## 저작
| 연도 | 제목                                                    | 원제                                                                                           | 비고 |
| ---- | ------------------------------------------------------- | ---------------------------------------------------------------------------------------------- | ---- |
| 1990 | 감각의 박물학                                           | A Natural History of the Senses                                                                |      |
| 1991 |                                                         | The Moon by Whale Light, and Other Adventures Among Bats and Crocodilains, Penguins and Whales |      |
| 1994 | 천개의 사랑 우리가 알아야 할 사랑에 관한 거의 모든 역사 | A Natural History of Love                                                                      |      |
| 1995 | 내가 만난 희귀동물                                      | The Rarest of the Rare                                                                         |      |
| 1997 |                                                         | A Slender Thread                                                                               |      |
| 1999 |                                                         | Deep Play                                                                                      |      |
| 2002 | 나는 작은 우주를 가꾼다                                 | Cultivating Delight                                                                            |      |
| 2004 | 뇌의 문화지도                                           | An Alchemy of Mind: The Marvel and Mystery of the Brain                                        |      |
| 2007 | 미친 별 아래 집 어느 동물원장 부부의 은밀한 전쟁 이야기 | The Zookeeper's Wife: A War Story                                                              |      |
| 2009 | 새벽의 인문학 하루를 가장 풍요롭게 시작하는 방법        | Dawn Light: Dancing with Cranes and Other Ways to Start the Day                                |      |
| 2011 | 사랑의 백가지 이름                                      | One Hundred Names for Love: A Stroke, a Marriage, and the Language of Healing                  |      |